# Capanema (Paraná)
Capanema ist ein brasilianisches Munizip im Südwesten des Bundesstaats Paraná. Es hat 20.481 Einwohner (2022), die sich Capanemenser nennen. Seine Fläche beträgt 419 km². Es liegt 376 Meter über dem Meeresspiegel.

## Etymologie
Der Name wurde zu Ehren des österreichisch-brasilianischen Naturwissenschaftlers und Ingenieurs Wilhelm Schüch, Baron von Capanema, gewählt, der der Organisator und erste Direktor der Telegraphen in Brasilien war. Dieser hatte an der Lösung des Konflikts zwischen Brasilien und Argentinien im Streit um das Gebiet von Palmas als Mitglied der brasilianischen Verhandlungsdelegation mitgewirkt. Die Questão de Palmas wurde 1895 endgültig durch Vermittlung von US-Präsident Grover Cleveland zu Gunsten von Brasilien geklärt.
Der Begriff Capanema stammt aus dem Tupi-Guarani und bedeutet so viel wie schlechter Busch, in dem es keine Jagd gibt. Laut dem Dicionário Mor da Língua Portuguesa bedeutet er Flüssigkeit, die Ameisen vertilgt.

## Geschichte

### Besiedlung
Auf der Karte des Bundesstaates Paraná ist der Ort Capanema bereits seit dem Jahr 1935 verzeichnet. Es gibt Aufzeichnungen über die Wanderung von Menschen und Einwohnern in der Region seit dem frühen zwanzigsten Jahrhundert.
Im Jahr 1952 begannen die Rodung und die Ausbeutung des Gebiets von Capanema mit größerer Intensität. Der Zweck der Abholzung und Rodung des Gebiets war die Kultivierung dieser Flächen. Die Fruchtbarkeit der Böden und die Dynamik der Siedler ließ die Stadt wachsen. Es wurden Kommunikations- und Verkehrswege zu verschiedenen Regionen des Bundesstaates Paraná eingerichtet.
In den 1950er Jahren tauchten die ersten Einwanderungsströme deutscher und italienischer Abstammung auf, die hauptsächlich aus Rio Grande do Sul und Santa Catarina kamen.

### Revolta dos Colonos (Siedleraufstand)
Die Stadt war ab 1955 Schauplatz eines Siedleraufstands (Revolta dos Colonos). Es hatten sich bereits viele Familien als Posseiros (deutsch: legale Landbesetzer) auf diesem Land niedergelassen und bearbeiteten das Land.
Der Konflikt entzündete sich aus einem Rechtsstreit um den Besitz an Ländereien der Gleba Missões und eines Teils der Gleba Chopim. Die Bundesregierung führte über die Colônia Agrícola Nacional General Osório (Cango) ein Kolonisierungsprojekt in der Region durch und ermutigte Menschen aus Rio Grande do Sul und Santa Catarina, die Region zu besiedeln. Die von Privatpersonen gegründete Kolonisierungsgesellschaft Clevelândia Industrial e Territorial Ltda (CITLA) siedelte sich ebenfalls in dem Gebiet an, und zwar als Erbin des Bodens als Ergebnis eines langwierigen Gerichtsverfahrens.
Der Konflikt um den Landbesitz erstreckte sich über die heutigen Gemeinden Capanema, Dois Vizinhos, Francisco Beltrão, Pato Branco, Pranchita, Santo Antônio do Sudoeste und Verê. Er endete mit dem Sieg der Landbesetzer, die ihren Besitz ab 1962 beurkunden ließen.

### Erhebung zum Munizip
Capanema wurde durch das Staatsgesetz Nr. 790 vom 14. November 1951 aus Clevelândia ausgegliedert und in den Rang eines Munizips erhoben. Es wurde am 14. Dezember 1952 als Munizip installiert.

## Geografie

### Fläche und Lage
Capanema liegt auf dem Terceiro Planalto Paranaense (der Dritten oder Guarapuava-Hochebene von Paraná). Seine Fläche beträgt 419 km². Es liegt auf einer Höhe von 376 Metern.

### Vegetation
Das Biom von Capanema ist Mata Atlântica.

### Klima
Das Klima ist gemäßigt warm. Es werden hohe Niederschlagsmengen verzeichnet (1827 mm pro Jahr). Im Jahresdurchschnitt liegt die Temperatur bei 21,4 °C. Die Klimaklassifikation nach Köppen und Geiger lautet Cfa.

### Gewässer
Capanema liegt im Einzugsgebiet des Iguaçu. Dieser begrenzt das Munizip im Norden. Im Westen und Süden bildet der Rio Santo Antônio bis zu seiner Mündung in den Iguaçu die Grenze des Munizips zu Argentinien. Im Osten begrenzt der Rio Capanema das Munizip. Der linke Iguaçu-Nebenfluss Rio Siemens durchquert das Munizip von Süd nach Nord.

### Straßen
Capanema liegt an der BR-163. Diese führt im Norden über Cascavel und Toledo nach Guaíra, im Süden durch den Westen Santa Catarinas nach Rio Grande do Sul. Über die PR-281 kommt man im Westen zur Iguacu-Fähre bei Porto Lupion und über die Brücke über den Grenzfluss Santo Antônio nach Argentinien.

### Historischer Peabiru-Weg
Durch Capanema verlief seit vorkolumbischen Zeiten eine Nebenstrecke des Peabiru-Wegs vom Atlantik nach Peru. Diese ging vom Mittellauf des Paranapanema bei Jardim Olinda in südwestlicher Richtung nach Santa Catarina und durchquerte das Gebiet von Capanema. Nach der Zerstörung der Reduktionen, die die Jesuiten im heutigen Paraná zum Schutz der Ureinwohner eingerichtet hatten, geriet der Weg in Vergessenheit.

### Nachbarmunizipien
| Serranópolis do Iguaçu             | Matelândia und Céu Azul                     | Capitão Leônidas Marques |
| Comandante Andresito (Argentinien) | Kompassrose, die auf Nachbargemeinden zeigt |                          |
|                                    |                                             | Planalto und Realeza     |

## Stadtverwaltung
Bürgermeister: Americo Belle, PDT (2021–2024)
Vizebürgermeister: Jose Carlos Balzan, PP (2021–2024)

## Demografie

### Bevölkerungsentwicklung
| Jahr | Einwohner | Stadt | Land |
| ---- | --------- | ----- | ---- |
| 1960 | 29.306    | 14 %  | 86 % |
| 1970 | 21.717    | 17 %  | 83 % |
| 1980 | 25.779    | 30 %  | 70 % |
| 1991 | 19.368    | 41 %  | 59 % |
| 2000 | 18.239    | 51 %  | 49 % |
| 2010 | 18.526    | 60 %  | 40 % |
| 2022 | 20.481    |       |      |

Quelle: IBGE (2011) und Volkszählung 2022

### Ethnische Zusammensetzung
| Gruppe * | 1991    | 2000    | 2010    | wer sich als …                                                                   |
| --- | ------- | ------- | ------- | -------------------------------------------------------------------------------- |
| Weiße | 87,8 %  | 89,3 %  | 81,4 %  | weiß bezeichnet                                                                  |
| Schwarze | 1,6 %   | 0,5 %   | 1,3 %   | schwarz bezeichnet                                                               |
| Gelbe | 0,3 %   | 0,0 %   | 0,3 %   | von fernöstlicher Herkunft wie japanisch, chinesisch, koreanisch etc. bezeichnet |
| Braune | 10,3 %  | 9,9 %   | 17,0 %  | braun oder als Mischung aus mehreren Gruppen bezeichnet                          |
| Indigene | 0,0 %   | 0,0 %   | 0,0 %   | Ureinwohner oder Indio bezeichnet                                                |
| ohne Angabe | 0,0 %   | 0,4 %   | 0,0 %   |                                                                                  |
| Gesamt | 100,0 % | 100,0 % | 100,0 % |                                                                                  |
| *) Anmerkung: Das IBGE verwendet für Volkszählungen ausschließlich diese fünf Gruppen. Es verzichtet bewusst auf Erläuterungen. Die Zugehörigkeit wird vom Einwohner selbst festgelegt. |         |         |         |                                                                                  |

Quelle: IBGE (Stand: 1991, 2000 und 2010)

## Wirtschaft

### Kennzahlen
Mit einem Bruttoinlandsprodukt pro Einwohner von 30.783,11 R$ (rund 6.800 €) lag Capanema 2019 auf dem 170. Platz der 399 Munizipien Paranás.
Sein hoher Index der menschlichen Entwicklung von 0,706 (2010) setzte es auf den 199. Platz der paranaischen Munizipien.